# Gavinot capnegre
El gavinot capnegre (Ichthyaetus ichthyaetus) és una espècie d'ocell de la família dels làrids (Laridae) que habita, en estiu, les vores dels mars interiors i llacs salats de l'Àsia central, a Crimea, costa dels Mars Caspi i d'Aral, nord del Kazakhstan, sud-est del Massís de l'Altai, Muntanyes del Pamir i Mongòlia. Passa l'hivern a les costes d'Àsia meridional i Àfrica nord-oriental, des del Mar Roig cap a l'est fins a Myanmar i Tailàndia.